# Luck Nunatak
Luck Nunatak är en nunatak i Antarktis. Den ligger i Västantarktis. Argentina, Chile och Storbritannien gör anspråk på området. Toppen på Luck Nunatak är 1 250 meter över havet.
Terrängen runt Luck Nunatak är huvudsakligen platt, men söderut är den kuperad. Trakten är obefolkad. Det finns inga samhällen i närheten. 